# Mart Louwers
Mart Louwers (Nijmegen, 28 februari 1980) is een Nederlands voormalig wielrenner.
Louwers was een allrounder met een goede tijdrit in de benen. Hij reed vanaf 1998 bij Rabobank. Eerst een jaar bij de junioren binnen het Rabo wielerplan en daarna vier jaar bij de opleidingsploeg. In deze periode boekte hij zijn meest aansprekende zeges. In 2002 werd hij nationaal kampioen tijdrijden bij de beloftes en won hij de GP des Nations. Een jaar later won hij Olympia's Tour. In 2003 reed hij voor Axa. Omdat echt goede uitslagen uitbleven besloot hij zich te richten op zijn maatschappelijk leven. Na een jaar in de Moser-AH ploeg besloot hij een punt te zetten achter zijn carrière.

## Belangrijkste overwinningen
1998
- Köln - Schuld - Frechen
- Omloop van de Veluwe
- Eindklassement Pijl van West-Brabant

2001
- NK Tijdrijden Beloften
- GP des Nations

2002
- Eindklassement Olympia's Tour
- Ronde van Bolsward

## Tourdeelnames
Geen